# Блеър
Вижте пояснителната страница за други значения на Блеър.
Окръг Блеър (на английски: Blair County) е окръг в щата Пенсилвания, Съединени американски щати. Площта му е 1365 km², а населението - 123 457 души (2017). Административен център е град Холидейсбърг.